# تپه ریکان علیا
تپه ریکان علیا مربوط به دوران‌های تاریخی پس از اسلام است و در شهرستان بهار، بخش مرکزی، روستای ریکان علیا واقع شده و این اثر در تاریخ ۲۴ فروردین ۱۳۸۲ با شمارهٔ ثبت ۸۰۸۰ به‌عنوان یکی از آثار ملی ایران به ثبت رسیده است.